# Нижнереутская волость
Нижнереу́тская во́лость — упразднённая административно-территориальная единица, существовавшая в составе Фатежского (до 1924 года), а затем Курского (1924—1928) уездов Курской губернии. 
Административным центром было село Нижний Реут.

## География
Границы волости несколько раз менялись за счёт создания и упразднения соседних волостей. В основном территории волости располагались в западной и северо-западной частях уезда. Площадь волости по состоянию на 1877 год составляла 21 085 десятин (около 230 кв. км) — второе место в уезде после Дмитриевской волости. По данным начала XX века граничила с Дмитриевским уездом Курской губернии (на западе), с Дмитровским и Кромским уездами Орловской губернии (на севере), а также с Хмелевской (на востоке), Миленинской (на юго-востоке) и Дмитриевской (на юге) волостями Фатежского уезда. Юго-западную часть волости пересекал тракт из Фатежа в Дмитриев, а восточную — Большой Московский тракт.
В настоящее время территория бывшей волости разделена между Железногорским и Фатежским районами Курской области.

## История
Волость существовала в составе Фатежского уезда уже в середине XIX века. В 1861 году в связи с введением новой сетки волостей Нижнереутская волость была упразднена. К 1877 году восстановлена в новых границах. К концу XIX века к Нижнереутской волости была присоединена Игинская волость, а также северо-западная часть Дмитриевской волости (с. Линец, д. Роговинка). 10 июля 1918 года был создан Нижнереутский волостной комитет РКП(б). 24 апреля 1919 года в Нижнереутскую волость из Хмелевской волости была передана деревня Сергеевка. 23 мая 1924 года Нижнереутская волость была укрупнена за счёт упразднения соседних волостей. В то время на её территории было 14 сельсоветов, 50 населённых пунктов. Одновременно был упразднён Фатежский уезд, а его волости были переданы в состав Курского уезда. По состоянию на 1926 год в состав волости входило 11 сельсоветов, 48 населённых пунктов. 28 июля 1928 года Нижнереутская волость была окончательно упразднена, а её сельсоветы вошли в состав новообразованного Фатежского района.

## Состав волости
По состоянию на 1877 год волость включала 25 сельских обществ, 29 общин, 17 населённых пунктов. Ниже представлен список наиболее значимых населённых пунктов:
| - Нижний Реут - Бычки - Верхнее Жданово - Верхний Любаж - Гаево - Дмитриевское | - Жердево - Нижний Любаж - Ольшанец - Путчино - Новосёлки |

## Сельсоветы
С установлением советской власти после 1917 года на территории волости стали образовываться сельсоветы. По состоянию на 1924 год в составе укрупнённой Нижнереутской волости было 14 сельсоветов (список неполный):
| № | Сельсовет       | Административный центр |
| - | --------------- | ---------------------- |
| 1 | Басовский       | д. Басово              |
| 2 | Верхнелюбажский | с. Верхний Любаж       |
| 3 | Игинский        | с. Игино               |
| 4 | Линецкий        | с. Линец               |
| 5 | Молотычевский   | с. Молотычи            |
| 6 | Нижнеждановский | д. Нижнее Жданово      |
| 7 | Нижнереутский   | с. Нижний Реут         |
| 8 | Троицкий        | с. Троицкое            |
| 9 | Хмелевской      | с. Хмелевое            |

## Волостные старшины
- Василий Никитович Толмачев (20 августа 1894 года — после 1900 года)[6]